# Eucereon hoffmannsi
Eucereon hoffmannsi är en fjärilsart som beskrevs av Rothschild 1912. Eucereon hoffmannsi ingår i släktet Eucereon och familjen björnspinnare. Inga underarter finns listade i Catalogue of Life.